# タフ・ゴング
タフ・ゴング（Tuff Gong）は、1970年にボブ・マーリーとマーリー・ファミリーが始めた多角的なビジネスに関連づけられたブランド名で、レコードレーベルを指す名称となっている。それは、ボブ・マーリーのあだ名から名付けられた。
レーベル最初のシングルは、レゲエ・バンドのウェイラーズによる「ラン・フォー・カバー (Run For Cover)」である。タフ・ゴング の本部は、ジャマイカのキングストン市56ホープ・ロード、ボブ・マーリーの自宅に位置し、現在はボブ・マーリー・ミュージアムを併設している。
また、現在はボブの息子ローハン・マーリーが同名のアパレルブランドを運営している。